# 340 on the Park
El 340 on the Park es un rascacielos residencial situado al este del loop de Chicago, Illinois, Estados Unidos, cuya construcción finalizó en 2007. 
A fecha de 2009, es el segundo edificio residencial más alto de Chicago, después del One Museum Park. El inmueble, con  64 pisos, posee una altura de 205 metros.
Fue diseñado por la firma de arquitectos Solomon Cordwell Buenz y construido por Magellan Development.